# David Hodgkiss
David Hodgkiss (1949-30 de marzo de 2020) fue un administrador y director ejecutivo británico.

## Biografía
Fue presidente del Lancashire County Cricket Club entre abril de 2017 y marzo de 2020.
Anteriormente también se desempeñó como director ejecutivo de una empresa de fabricación de acero, William Hare Group, por la cual fue nombrado miembro de la Orden del Imperio Británico por sus servicios a la industria manufacturera y exportadora.

## Muerte
Murió a la edad de 71 años después de contraer la COVID-19 causado por el virus del SARS-CoV-2 durante la pandemia de enfermedad por coronavirus de 2020.